# Eugen Mack
Eugen Mack (n. 21 septembrie 1907, Arbon⁠(d), cantonul Thurgau, Elveția – d. 29 octombrie 1978, Basel, Cantonul Basel-Oraș, Elveția) a fost un gimnast artistic ce a reprezentat Elveția, medaliat olimpic. A participat la 2 ediții ale Jocurilor Olimpice (1928, 1936) în care a câștigat două medalii de aur, 4 medalii de argint și două medalii de bronz.